# Koichi Sugiyama (voetballer)
Koichi Sugiyama (Osaka, 27 oktober 1971) is een voormalig Japans voetballer.

## Carrière
Koichi Sugiyama speelde tussen 1994 en 2003 voor Urawa Red Diamonds, Tokyo Verdy en Albirex Niigata. 
Vanaf 2004 is hij trainer geworden, van onder andere Albirex Niigata FC.